# Gana nos Jogos Paralímpicos de Verão de 2012
Gana é um dos participantes dos Jogos Paralímpicos de Verão de 2012, em Londres, na Grã-Bretanha.

## Desempenho

### Levantamento de peso
Masculino
| Atletas      | Evento   | Resultado | Posição |
| ------------ | -------- | --------- | ------- |
| Charles Teye | -67.5 kg | 140,0     | 9º      |